# 諾頓縣 (堪薩斯州)
諾頓县（英語：Norton County，簡稱NT）是美國堪薩斯州西北部的一個縣，北鄰內布拉斯加州。面積2,283平方公里。根據美國2000年人口普查，共有人口5,953人。縣治諾頓（Norton）。
成立於1867年2月26日，縣政府成立於1872年，1873年3月6日改名Billings縣，1874年2月19日恢復原名。縣名紀念在美國內戰中陣亡的奧洛夫·諾頓上校。